# Homoeogenus laurae
Homoeogenus laurae is een keversoort uit de familie keikevers (Psephenidae). De wetenschappelijke naam van de soort werd in 1993 gepubliceerd door Lee & Yang.